# Кућа у ул. Светозара Марковића 5 у Крагујевцу
Кућа у ул. Светозара Марковића 5 у Крагујевцу представља непокретно културно добро као споменик културе, решењем Завода за научно проучавање споменика куултуре Београд бр. 66/48 од 17. јануара 1948. године.
Кућу у улици Светозара Марковића бр. 5 у Крагујевцу је подигао Сима Милосављевић Паштрмац, познатији као Амиџа, блиски пријатељ и државни саветник кнеза Милоша, у двадесетим годинама 19. века, као приватну кућу за становање. Припада типу развијених приземних зграда какве су веома честе у Србији тога доба. Зидови су рађени у бондрук конструкцији, са испуном од опеке и малтерисани. Кров је четворосливан, прекривен ћерамидом.